# Донбасенерго

ПАТ «Донбасенерго» — енергетична компанія України, що займається виробництвом електричної й теплової енергії, ремонтом та налагодженням тепломеханічного та електричного обладнання, виготовленням запасних частин, проектувальними роботами.
60,86 % акцій ПАТ «Донбасенерго» належать Приватному акціонерному товариству «ЕНЕРГОІНВЕСТ ХОЛДИНГ», 25 % + 1 акція — державі в особі Фонду державного майна України.

## Структура
Компанія має у своєму складі 2 теплові електростанції — Слов'янську ТЕС (сумарна встановлена потужність – 880 МВт) та Старобешівську ТЕС (знаходиться на не підконтрольній Україні території).  З березня 2017 р. показники виробничої діяльності активів, розміщених на тимчасово окупованій території в Донецькій області, не включаються у зведену звітність «Донбасенерго» через втрату контролю над ними.
Компанія у своєму складі також має структурні одиниці: «Донбасенергоспецремонт», «Донбасенергоналадка», «Теплоелектропроект», «Енерготорг», «Енергосоцінвест».
У 2020 р. вироблення електроенергії Слов'янською ТЕС склало 3 108 978 тис. кВт/год. 
У 2020 р. ПАТ «Донбасенерго» було перераховано в державний і місцевий бюджети податків та інших обов'язкових платежів на суму 1,05 млрд грн, що на 278,8 млн грн, або 36 % більше, ніж у 2019 р.

### Керуючі «Донбасенерго»
- 1943–194. — Долина
- 1973–1980 — Семенов Юрій Кузьмич
- 1980–1986 — Жмурко Віктор Андрійович
- 2012–2021 — Бондаренко Едуард Миколайович

## Екологія
Свою виробничу діяльність «Донбасенерго» виконує на підставі отриманих діючих дозволів, які регламентують вимоги природоохоронного законодавства. У 2009 році «Донбасенерго» на Старобешівській ТЕС ввело в експлуатацію сучасний модернізований енергоблок  –  перший та єдиний в Україні екологічний блок № 4 з технологією киплячого шару, який вже тоді відповідав всім сучасним нормам по сірці, азоту та пилу.
На 12-му та 13-му енергоблоках Старобешівської станції були встановлені сучасні електрофільтри, які мінімізують викиди пилу в атмосферу. 
На Слов'янській ТЕС було встановлено сучасний електрофільтр на котлоагрегаті № 7 А. 
Крім того, на СлавТЕС підготовлено майданчик під будівництво нового сучасного енергоблоку, який буде генерувати «чисту» електроенергію згідно з усіма європейським екологічним стандартам. У грудні 2018 «Донбасенерго» уклало договір на суму 684 млн долларов США з китайською компанією Dongfang Electric Int. Corp про реалізацію проекту.
Два блоки — 6 А і 6 Б на 660 МВт працюватимуть за технологією циркулюючого киплячого шару, що дасть змогу спалювати низькосортне й низькокалорійне вугілля марки «Г», а також відходи вуглезбагачення без підсвічування природним газом. Це вугілля доступне на підконтрольній Україні території Донбасу.
На період будівництва енергоблоку буде створено 1 500 робочих місць, у тому числі для суміжних галузей промисловості. Із запуском нового енергоблоку в роботу на станції буде працевлаштовано ще понад 300 спеціалістів. 
Активізація будівельних робіт сприятиме розвитку інфраструктури регіону й новим надходженням до державного та місцевого бюджетів, а також державних цільових фондів.